# Dramaten
Dramaten, formelt Kungliga Dramatiska Teatern, er Sveriges nationalscene for teater. 
Det blev grundlagt i 1788 af Gustav 3. af Sverige og har siden haft kontinuerlig virksomhed. Teatret opfører omkring 1.000 forestillinger årligt på sine seks scener, og driver desuden en omfattende turnévirksomhed i såvel Sverige som udlandet. Siden 1908 har teatret haft til huse i et teaterhus i jugendstil på Nybroplan i Stockholm. Teatret er blandt andet udsmykket af Carl Milles og Carl Larsson. 
Chef for Dramaten har siden 2024 været danske Kitte Wagner. Dramaten drives i dag som et statsejet aktieselskab, og staten yder et årligt bidrag til driften på lidt over 200 millioner svenske kroner. [kilde mangler]
Historisk har teatret haft sin egen skuespillerskole, Dramatens Elevskola, men siden 1967 har denne været udskilt som Teaterhögskolan i Stockholm. Blandt de skuespillere og instruktører, der er uddannet fra Dramaten er Gustaf Molander (som også var underviser på stedet), Alf Sjöberg, Greta Garbo, Vera Schmiterlöw, Signe Hasso, Ingrid Bergman, Gunnar Björnstrand, Max von Sydow og Bibi Andersson.

## Eksterne henvisninge
- Wikimedia Commons har flere filer relateret til Dramaten
- Officiel hjemmeside

| Kunst og kultur | Spire Denne artikel om scenekunst og teater er en spire som bør udbygges. Du er velkommen til at hjælpe Wikipedia ved at udvide den. |

59°19′59.79″N 18°4′37.40″Ø / 59.3332750°N 18.0770556°Ø